# Kuwait (ciudad)
La ciudad de Kuwait (en árabe, الكويت, Al-Kuwait) es la capital del Estado de Kuwait y de la gobernación de Al Asimah. Tiene una población de 63 600 habitantes (estimación de 2006), que llegan a más de 2 300 000 habitantes en su conurbación. Es el centro económico, comercial, cultural y de transportes del emirato.

## Etimología
Al-Kuwait deriva su nombre del diminutivo de اَلْكُوت , al-kūt: "la fortaleza" (de la raíz ك و ت • k-w-t), si bien el origen mismo de esta palabra es desconocido. En árabe, kūt se refiere de manera específica a una edificación fortificada, con otras casas a su alrededor, que sirve como punto de aprovisionamiento a los barcos; solamente se aplica a una construcción cercana al borde del agua, sea un mar, un río o un lago; por eso Kuwait es "la fortaleza al borde del agua"

## Ubicación

Kuwait desde el Sentinel-2 de la Agencia Espacial Europea.

Se encuentra ubicada en la costa noroeste del golfo Pérsico, en la bahía de su mismo nombre, a unos 100 km al norte de la frontera con Arabia Saudita y 150 km al sur de la de Irak. Las coordenadas geográficas en las que se encuentra la ciudad son:
- Latitud: 29° 22' N
- Longitud: 47° 59' E

## Aglomeración urbana
Kuwait se encuentra rodeada de numerosas ciudades satélites, las más importantes son:
- Kuwait (261000.000 hab.)
- Farwaniyah (443.000 hab.)
- Hawalli (448.000 hab.)
- Sulaybiyah (55.000 hab.)
- Mubarak al-Kabir (88.000 hab.)

## Historia

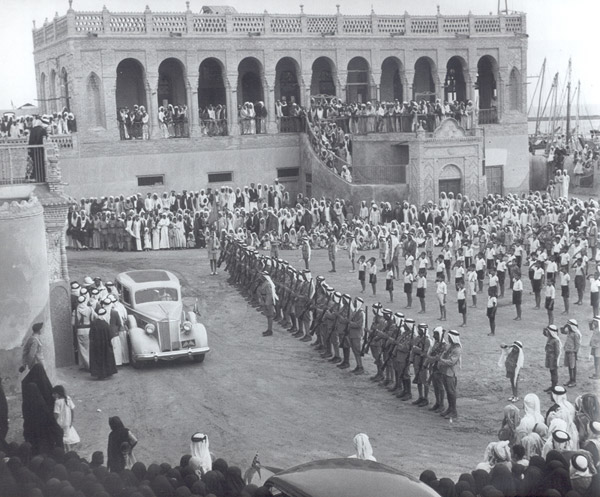
Celebración en el Palacio Seif en 1944 para el jeque Áhmad Al-Yáber Al-Sabah.

En 1613, se fundó la ciudad de Kuwait en la actual Ciudad de Kuwait como una aldea de pescadores habitada por pescadores. En 1716, los Bani Utubs se establecieron en Kuwait. A la llegada de los utubios, Kuwait aún estaba habitado por unos pocos pescadores y funcionaba principalmente como pueblo pesquero. En el siglo XVIII, Kuwait prosperó y se convirtió rápidamente en el principal centro comercial para el tránsito de mercancías entre India, Mascate, Bagdad y Arabia. A mediados del siglo XVIII, Kuwait ya se había establecido como la principal ruta comercial entre el Golfo Pérsico y Alepo.
Durante la sitio persa de Basora en 1775-1779, los comerciantes iraquíes se refugiaron en Kuwait y contribuyeron en parte a la expansión de las actividades de construcción naval y comercio de Kuwait. Como resultado, el comercio marítimo de Kuwait se disparó. Entre los años 1775 y 1779, las rutas comerciales de la India con Bagdad, Alepo, Esmirna y Constantinopla fueron desviadas a Kuwait. La Compañía de las Indias Orientales se desvió a Kuwait en 1792. La Compañía de las Indias Orientales aseguró las rutas marítimas entre Kuwait, India y las costas orientales de África. Después de la retirada persa de Basora en 1779, Kuwait siguió atrayendo el comercio lejos de Basora.

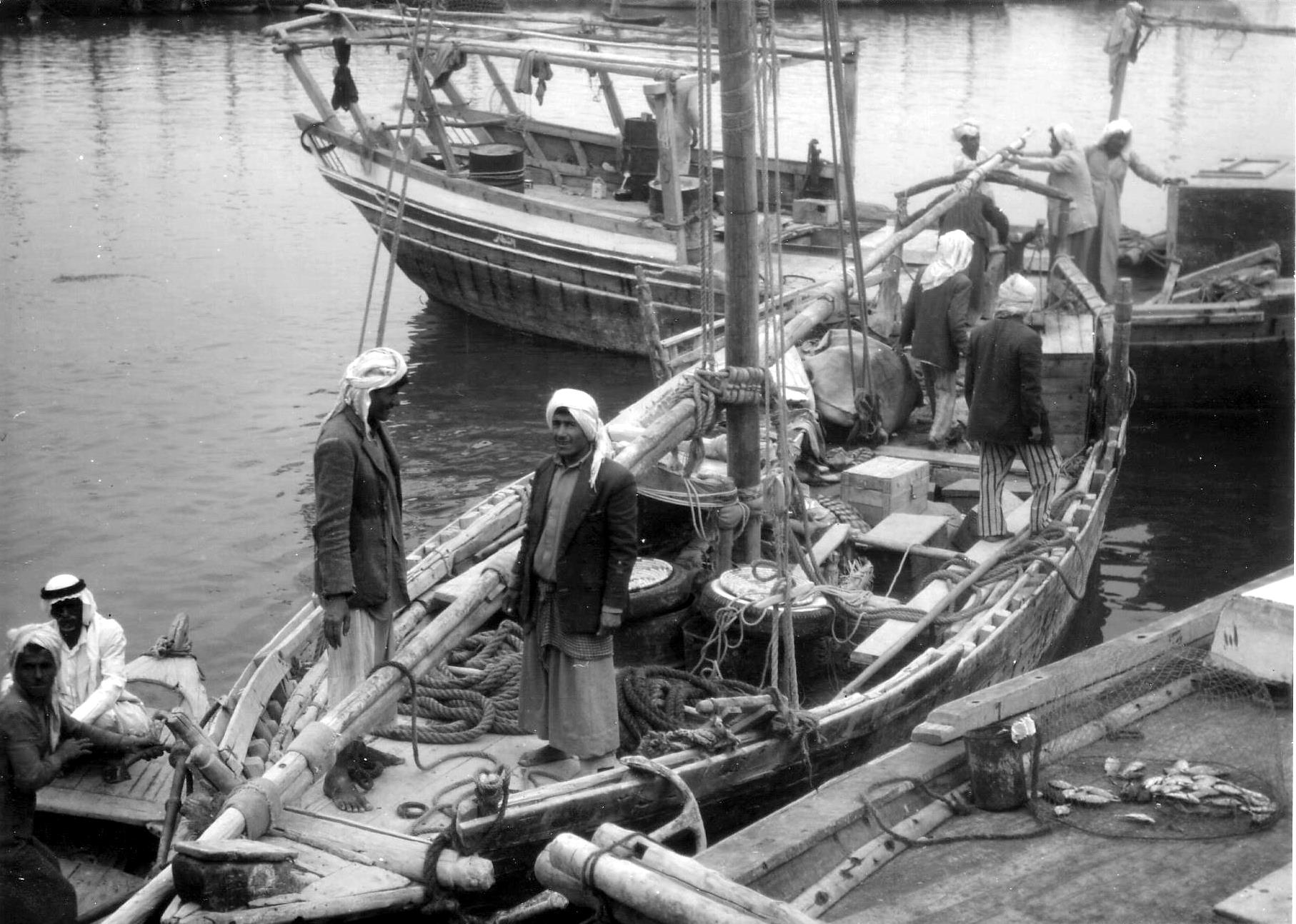
Puerto de Kuwait en 1961.

Kuwait fue el centro de construcción de barcos en la región del Golfo Pérsico. A finales del siglo XVIII y durante el XIX, los barcos construidos en Kuwait transportaban la mayor parte del comercio entre los puertos de la India, África Oriental y el mar Rojo. Los buques kuwaitíes eran famosos en todo el océano Índico. Las turbulencias geopolíticas regionales contribuyeron a fomentar prosperidad económica en Kuwait en la segunda mitad del siglo XVIII. Kuwait prosperó gracias a la inestabilidad de Basora a finales del siglo XVIII. A finales del siglo XVIII, Kuwait funcionó en parte como refugio para los comerciantes de Basora que huían de la persecución del gobierno otomano. Según Palgrave, los kuwaitíes adquirieron fama de ser los mejores marineros del Golfo Pérsico.
Durante el reinado de Mubárak Al-Sabah, Kuwait fue apodado la "Marsella del Golfo" porque su vitalidad económica atraía a una gran variedad de personas. En las primeras décadas del siglo XX, Kuwait contaba con una élite bien establecida: familias comerciantes adineradas que estaban unidas por el matrimonio y compartían intereses económicos.

En 1937, Freya Stark escribió sobre el alcance de la pobreza en Kuwait en aquella época:
La pobreza se ha asentado en Kuwait con más fuerza desde mi última visita hace cinco años, tanto por mar, donde el comercio de perlas sigue decayendo, como por tierra, donde el bloqueo establecido por Arabia Saudí perjudica ahora a los comerciantes.
Algunas destacadas familias de comerciantes abandonaron Kuwait a principios de la década de 1930 debido a la preponderancia de las dificultades económicas. En el momento del descubrimiento de petróleo en 1937, la mayoría de los habitantes de Kuwait estaban empobrecidos.
De 1946 a 1982, Kuwait vivió un periodo de prosperidad impulsado por el petróleo y su ambiente liberal. En el discurso popular, los años comprendidos entre 1946 y 1982 se conocen como la "Era Dorada". En 1950 comenzó un importante programa de obras públicas para que los kuwaitíes pudieran disfrutar de un nivel de vida moderno. En 1952, el país se convirtió en el mayor exportador de petróleo de la región del Golfo Pérsico.  Al año siguiente, los ingresos anuales procedentes del petróleo ascendieron a 169 millones de dólares. Este crecimiento masivo atrajo a muchos trabajadores extranjeros, especialmente de Palestina, Egipto e India, y ayudó a financiar el desarrollo de un nuevo plan maestro, que el Estado aprobó en 1952. En junio de 1961, Kuwait se independizó con el fin del Protectorado británico y el jeque Abdullah Al-Salim Al-Sabah se convirtió en emir. Bajo los términos de la recién redactada constitución, Kuwait celebró sus primeras elecciones parlamentarias  en 1963. Kuwait fue el primer país del Golfo Pérsico en establecer una constitución y un parlamento.
La ciudad fue invadida y tomada por las fuerzas de Irak. Bajo la ocupación iraquí fue renombrada al Kadhima (al parecer el nombre más antiguo de la ciudad)1con el fin de borrar la identidad de Kuwait. Volvió a su nombre original una vez que las tropas iraquíes fueron expulsados.
Durante la invasión, la ciudad fue bombardeada y ampliamente dañada. Los edificios se bombardearon, prendieron fuego, y demolidos, carreteras y enlaces de puente fueron los objetivos de explosivos y puntos de referencia desfigurados. El Museo Nacional de Kuwait, por ejemplo, que una vez tuvo una extensa colección, completa y hermosa de obras de arte, fue saqueado y quemado a continuación. Las Torres de Kuwait, los símbolos del país, fueron los objetivos de Saddam Hussein, que pretendía demolerlas. Afortunadamente, sólo se hicieron daños menores a las Torres, y siguen siendo símbolo de la nación.
Luego del terrible ataque durante la invasión, los inversores extranjeros y el gobierno kuwaití participan activamente en la modernización de la ciudad y transformarla en una ciudad de clase mundial, el estado de centro de negocios de última generación. Hoy en día, prácticamente todos los rastros de la invasión han sido talados. Muchos nuevos hoteles, incluyendo un exclusivo Four Seasons y el InterContinental, ahora en construcción, indican una nueva era de crecimiento de la ciudad de Kuwait. La ciudad ya está en excelentes condiciones, con nuevos edificios con diseños modernos tomando forma y la brillante apertura de centros comerciales. Algunos turistas ya están presentes en la ciudad, la mayoría de ellos en busca de una escapada de relax en la playa.

## Geografía
La ciudad de Kuwait está situada en la bahía de Kuwait, un puerto natural de aguas profundas. El 90% de la población de Kuwait vive en la costa de la bahía de Kuwait. En general, el país es de baja altitud, y el punto más alto se encuentra 306 m (1004 pies) sobre el nivel del mar. Cuenta con nueve islas, todas ellas, a excepción de Isla Failaka, deshabitadas. Con una superficie de 860 km² (332 mi²), la Bubiyan es la mayor isla de Kuwait y está conectada con el resto del país por un puente de 2380 metros (7808,4 pies). La superficie terrestre se considera cultivable y la vegetación es escasa a lo largo de su 499 kilómetros (310,1 mi) costa.
El yacimiento de Burgan de Kuwait tiene una capacidad total aproximada de  70,000 millones de barriles (1.1×1010 m3) de reservas comprobadas de petróleo. Durante los incendios petroleros de Kuwait de 1991, se crearon más de 500 lagos petrolíferos que cubrían una superficie combinada de unos 35,7 km² (13,8 mi²). La contaminación del suelo resultante de la acumulación de petróleo y hollín había hecho inhabitables las zonas oriental y sudoriental de Kuwait. La arena y los residuos de petróleo habían reducido grandes zonas del desierto kuwaití a superficies semiasfálticas. Los vertidos de petróleo durante la Guerra del Golfo también afectaron drásticamente a los recursos marinos de Kuwait.

## Clima
El clima de la ciudad de Kuwait es uno de los más calurosos y secos del mundo.
El verano en Kuwait dura aproximadamente 8 meses, donde las temperaturas máximas promedio llegan a los 47 °C, y las mínimas a 31 °C. Son muy secos y extremadamente calurosos.
Los promedios caen solamente en los meses de invierno, donde los promedios máximos caen a los 19 °C, y las mínimas hasta los 8 °C
| Parámetros climáticos promedio de Ciudad de Kuwait                                   | Parámetros climáticos promedio de Ciudad de Kuwait | Parámetros climáticos promedio de Ciudad de Kuwait | Parámetros climáticos promedio de Ciudad de Kuwait | Parámetros climáticos promedio de Ciudad de Kuwait | Parámetros climáticos promedio de Ciudad de Kuwait | Parámetros climáticos promedio de Ciudad de Kuwait | Parámetros climáticos promedio de Ciudad de Kuwait | Parámetros climáticos promedio de Ciudad de Kuwait | Parámetros climáticos promedio de Ciudad de Kuwait | Parámetros climáticos promedio de Ciudad de Kuwait | Parámetros climáticos promedio de Ciudad de Kuwait | Parámetros climáticos promedio de Ciudad de Kuwait | Parámetros climáticos promedio de Ciudad de Kuwait |
| Mes                                                                                  | Ene.                                               | Feb.                                               | Mar.                                               | Abr.                                               | May.                                               | Jun.                                               | Jul.                                               | Ago.                                               | Sep.                                               | Oct.                                               | Nov.                                               | Dic.                                               | Anual                                              |
| ------------------------------------------------------------------------------------ | -------------------------------------------------- | -------------------------------------------------- | -------------------------------------------------- | -------------------------------------------------- | -------------------------------------------------- | -------------------------------------------------- | -------------------------------------------------- | -------------------------------------------------- | -------------------------------------------------- | -------------------------------------------------- | -------------------------------------------------- | -------------------------------------------------- | -------------------------------------------------- |
| Temp. máx. abs. (°C)                                                                 | 29.8                                               | 35.8                                               | 41.2                                               | 44.2                                               | 49.0                                               | 49.8                                               | 52.1                                               | 50.7                                               | 47.7                                               | 43.7                                               | 37.9                                               | 30.5                                               | 52.1                                               |
| Temp. máx. media (°C)                                                                | 19.5                                               | 21.8                                               | 26.9                                               | 33.9                                               | 40.9                                               | 45.5                                               | 46.7                                               | 46.9                                               | 43.7                                               | 36.6                                               | 27.8                                               | 21.9                                               | 34.3                                               |
| Temp. media (°C)                                                                     | 12.8                                               | 15.0                                               | 19.5                                               | 25.8                                               | 32.5                                               | 36.9                                               | 38.7                                               | 37.9                                               | 34.2                                               | 28.1                                               | 20.3                                               | 14.6                                               | 26.4                                               |
| Temp. mín. media (°C)                                                                | 8.5                                                | 10.0                                               | 14.0                                               | 19.5                                               | 25.4                                               | 28.9                                               | 30.7                                               | 29.5                                               | 26.2                                               | 21.5                                               | 14.5                                               | 9.9                                                | 19.9                                               |
| Temp. mín. abs. (°C)                                                                 | -4.0                                               | -1.6                                               | -0.1                                               | 6.9                                                | 14.7                                               | 20.4                                               | 22.4                                               | 21.7                                               | 16.0                                               | 9.1                                                | 2.0                                                | -1.5                                               | -4.0                                               |
| Lluvias (mm)                                                                         | 30.2                                               | 10.5                                               | 18.2                                               | 11.5                                               | 0.4                                                | 0.0                                                | 0.0                                                | 0.0                                                | 0.0                                                | 1.4                                                | 18.5                                               | 25.5                                               | 116.2                                              |
| Días de lluvias (≥ 0.1 mm)                                                           | 5                                                  | 3                                                  | 3                                                  | 1                                                  | 0                                                  | 0                                                  | 0                                                  | 0                                                  | 0                                                  | 1                                                  | 3                                                  | 3                                                  | 19                                                 |
| Horas de sol                                                                         | 198.1                                              | 222.5                                              | 217.6                                              | 229.3                                              | 272.5                                              | 304.5                                              | 307.1                                              | 301.6                                              | 285.1                                              | 252.2                                              | 216.5                                              | 193.5                                              | 3000.5                                             |
| Fuente n.º 1: World Meteorological Organization (temperature and rainfall 1994–2008) |                                                    |                                                    |                                                    |                                                    |                                                    |                                                    |                                                    |                                                    |                                                    |                                                    |                                                    |                                                    |                                                    |
| Fuente n.º 2: NOAA (sunshine and records, 1961–1990)                                 |                                                    |                                                    |                                                    |                                                    |                                                    |                                                    |                                                    |                                                    |                                                    |                                                    |                                                    |                                                    |                                                    |

## Economía
La pujante economía de Kuwait ha permitido que muchos hoteles de cadenas internacionales pudieran entrar en acuerdos para abrir nuevos hoteles en el país. De acuerdo con la Asociación de Propietarios Hoteleros de Kuwait, más de veinticinco nuevos hoteles están en proceso de construcción. Se dan algunos ejemplos:
- Holiday Inn Kuwait centro - la apertura a principios de 2006
- Le Meridien Morada Salmiya - la apertura a principios de 2006
- Le Meridien Mubarakiya - la apertura a mediados de 2006
- Al Manshar Rotana Hotel & Suites - apertura en finales de 2006
- InterContinental Kuwait - apertura en abril de 2007
- El Messilah Regent Beach Resort & Spa - apertura en junio de 2007
- Four Seasons Hotel Ciudad de Kuwait - la apertura a finales degho
- El monarca de lujo Hotel & Conference Center - apertura en 2008
- La Plaza de Capital Torre - apertura en 2009

## Hermanamientos
- Ciudad de México, México
- Almuñécar, España
- Beirut, Líbano
- Cannes, Francia
- Dubái, Emiratos Árabes Unidos
- Gaziantep, Turquía
- Londres, Reino Unido
- Marbella, España
- Mónaco, Mónaco
- París, Francia
- Salt, Jordania
- Rosario, Argentina